# Озёрнинский сельсовет (Курганская область)
Озёрнинский сельсовет — упразднённые административно-территориальная единица и муниципальное образование (сельское поселение) в Звериноголовском муниципальном районе Курганской области России. Административный центр — село Озёрное.
24 декабря 2021 года сельсовет был упразднён в связи с преобразованием муниципального района в муниципальный округ.

## География
Расположено в западной части Звериноголовского района.
Площадь сельского поселения составляет 13348 гектар.
Граничит:
- на юге — с Мендыкаринским районом Костанайской области Республики Казахстан;
- на западе — с Прорывинским и Искровским сельсоветами;
- на севере — с Куртамышским районом;
- на севере и востоке — с Трудовским сельсоветом;
- на юго-востоке — с Звериноголовским сельсоветом[1].

Протяженность автодорог местного значения — 16 км.

## Население
| 1989 | 2002 | 2010 | 2012 | 2013 | 2014 | 2015 |
| ---- | ---- | ---- | ---- | ---- | ---- | ---- |
| 2307 | ↘657 | ↘476 | ↘450 | ↘428 | ↘403 | ↘383 |
| 2016 | 2017 | 2018 | 2019 | 2020 |      |      |
| ↘377 | ↘376 | ↘365 | ↘349 | ↘346 |      |      |

## Состав сельского поселения
| № | Населённый пункт | Тип населённого пункта       | Население |
| - | ---------------- | ---------------------------- | --------- |
| 1 | Озёрное          | село, административный центр | ↘346      |